# 曼德勒
曼德勒（緬甸語： manta.le: [mándəlé]），緬甸華人又称为瓦城、華城，位於緬甸中部伊洛瓦底江畔，是曼德勒省省會，緬甸第二大城市，因背靠曼德勒山而得名。
曼德勒城由贡榜王朝敏东王于1857年建立，并从阿玛拉普拉迁都于此。曼德勒是缅甸君主制时代最后的都城，长期是缅甸的商贸与文化重镇。尽管近年来缅甸新首都内比都兴起，曼德勒仍然是上缅甸地区主要的商业、教育和医疗中心。20世纪80年代以来，以云南民系为主的华人移民在曼德勒定居，成为本地的重要群体。

## 名称
“曼德勒”一名得名于城北的曼德勒山，词源仍无定论，有假说指来源于巴利文的maṇḍala（မဏ္ဍလ，曼陀罗），意为圆圈:127或是印度往世书中的曼陀羅山。
其巴利文名称是罗怛那补罗（Ratanapūra），缅文记为亚达纳邦（ [jədənàbòʊɰ̃]），意为“宝城”，是1857年敏东王定都时的正式名称。
因缅甸历史上著名古都阿瓦在其近郊，故旅缅华侨称其为瓦城。而曼德勒作为缅甸华人主要聚居地，所以也称作华城。
中国清朝文献记为蛮得列。吴楷、王昶《征缅纪略》记载：“（乾隆）五十四年，孟陨复因圣寿八旬，备表祝厘，并请封号，愿十年一贡。又请开关禁以通商旅。上皆从之，封为缅甸国王，赐书、印信及御制诗章、珍珠、手串，命遣道员、参将，赍往其都（地名蛮得列），用示优异。”；《清史稿》记载：“（乾隆）五十四年，孟云遣使贺八旬万寿，乞赐封，又请开关禁以通商旅。帝皆从之，封为缅甸国王，赐敕书、印信，及御制诗章、珍珠手串，遣道员，参将赍往其新都蛮得列，定十年一贡。自是西南无缅患。”

## 歷史

### 早期历史
曼德勒是贡榜王朝君主敏东修建的新王城。1857年2月13日，敏东主持在曼德勒山脚下修建此城，当时有传说指，在佛历2400年之际，将有明君在曼德勒山脚下弘法建城。城池占地66平方公里，其中王宫占地413公顷，四面宫墙长2032米，护城河宽64米，深4.6米。四面各设3道门、五座桥，每隔169米设一座尖顶塔楼为岗哨。1857年6月，敏东王下令拆除阿玛拉普拉的旧王宫，将木料运至曼德勒修建新王宫，耗时两年，在1859年5月23日完工。曼德勒亦以1859年为建城之年。
1871年，敏东王在曼德勒举行佛教第五次结集，用五个月时间考订校对巴利三藏中以律藏为中心的经典原文的同异，并将此次结集的三藏经典镌刻在729块方形大理石上，竖立于固都陶佛塔院内。
曼德勒是缅甸在英国殖民前的最后一个都城。1885年11月28日，英军进占该城，国王錫袍、王后蘇帕雅萊流亡印度。王室藏经楼遭英军士兵焚毁，众多王室典籍随之灰飞烟灭，但王宫仍幸免于难，英军将之更名为达费林堡（Fort Dufferin），以时任英印总督达费林侯爵命名，在此安置驻扎士兵。

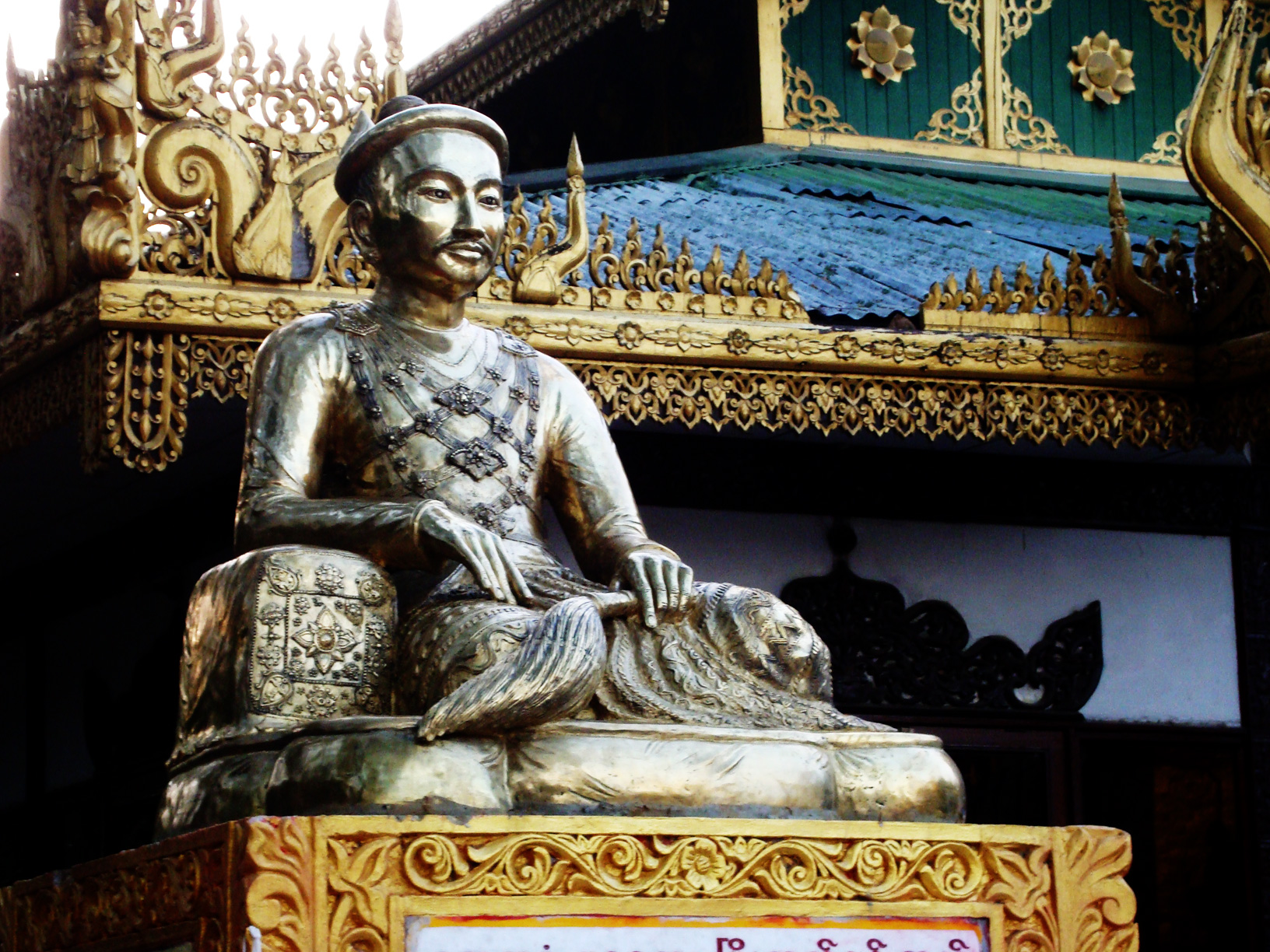
贡榜王朝的敏东王修建曼德勒城，并迁都至此
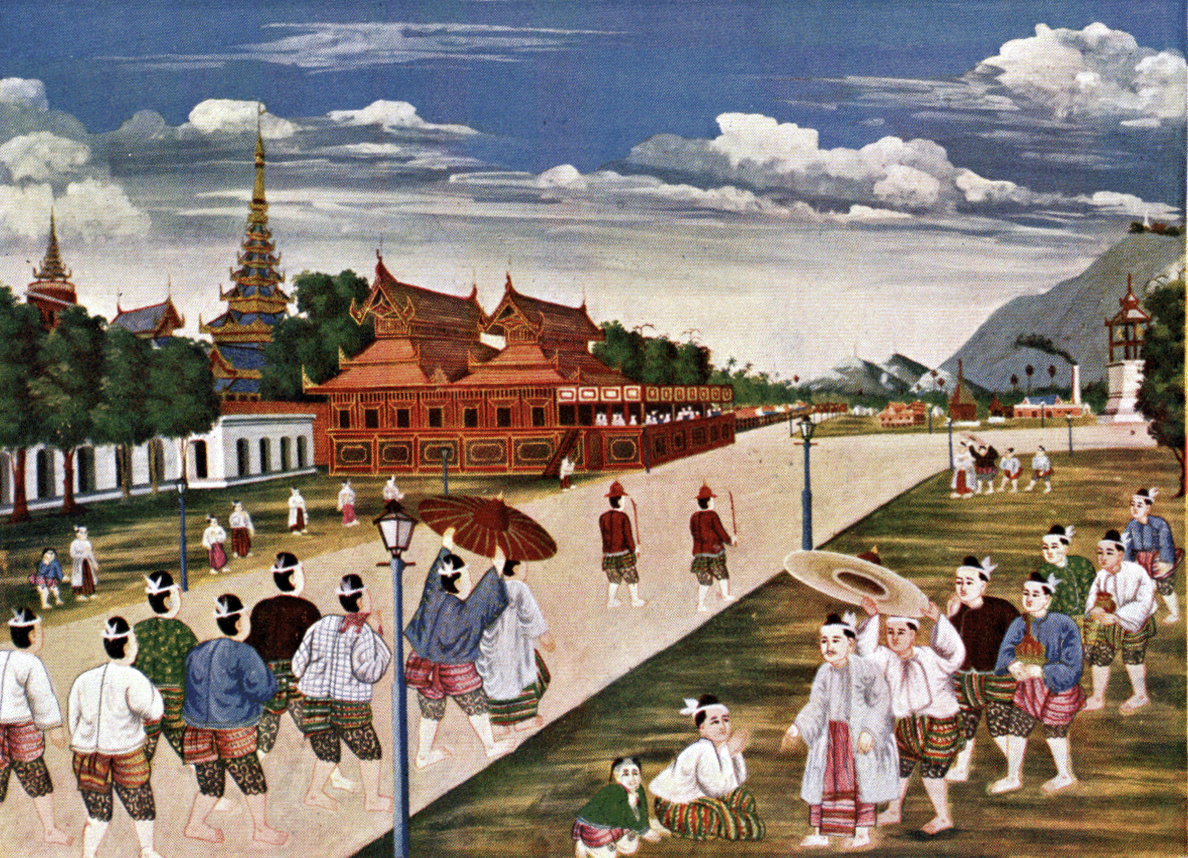
曼德勒王宫图景，萨亚琼（英语：Saya Chone）绘
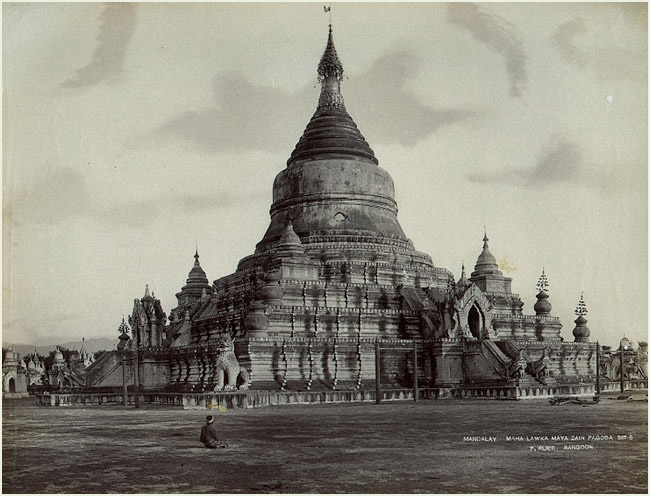
固都陶佛塔，佛教第五次结集考订镌刻的巴利三藏碑石竖立于此
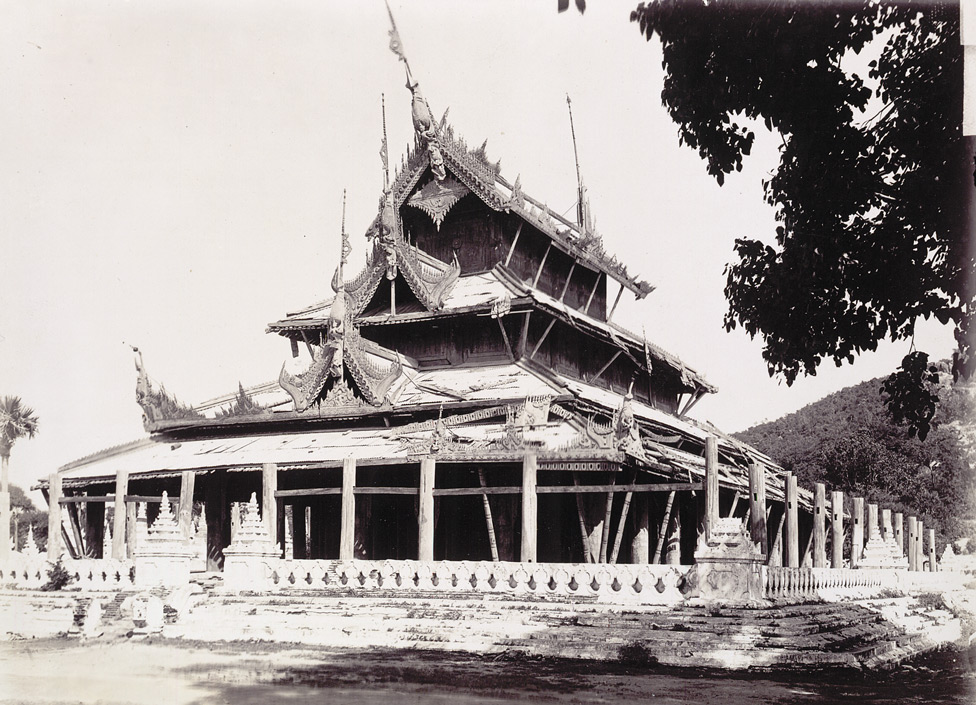
善法亭（Thudamma Zayat），是僧团集会场所
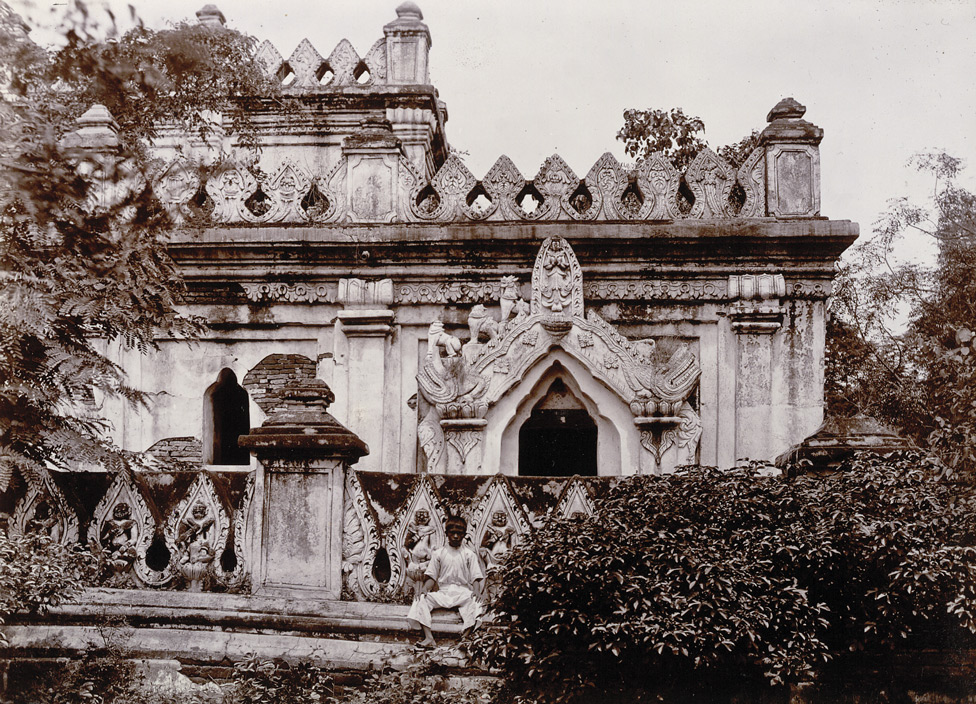
藏经楼（英语：Pitakataik (Mandalay)），为王室储存巴利三藏的场所

### 殖民时期
在英国殖民时代，曼德勒是上缅甸的中心，其全缅商贸及政治的中心地位则转移至下缅甸的仰光，但这里仍然是缅甸文化的中心，是缅甸主权和民族认同的象征。英国人早期主要在缅甸经商及开采资源，曼德勒在1889年即接通铁路，但直到1925年才迎来首座高等院校——曼德勒学院。王宫被洗劫一空，部分文物当时在伦敦维多利亚和阿尔伯特博物馆展出，1964年归还予缅甸政府。英国统治期间，曼德勒有大量印度移民居住。同时，这里也是缅甸民族主义的中心之一，爆发多次大规模示威。
1904年至1905年，城内爆发瘟疫，导致三分之一的人口丧命。
第二次世界大战期间，曼德勒数度遭遇空袭。1942年4月3日，日军陸軍飛行戰隊发动大规模空袭，此时的曼德勒没有任何英军飞机守卫，也没有任何防空能力，致使这里六成的房屋被毁，两千名平民死亡。1942年5月，日军占领曼德勒，将王宫改为兵站，遭盟军空袭而损毁殆尽，仅余铸币厂和瞭望塔，现今的曼德勒王宫建筑都是在20世纪90年代重建的。

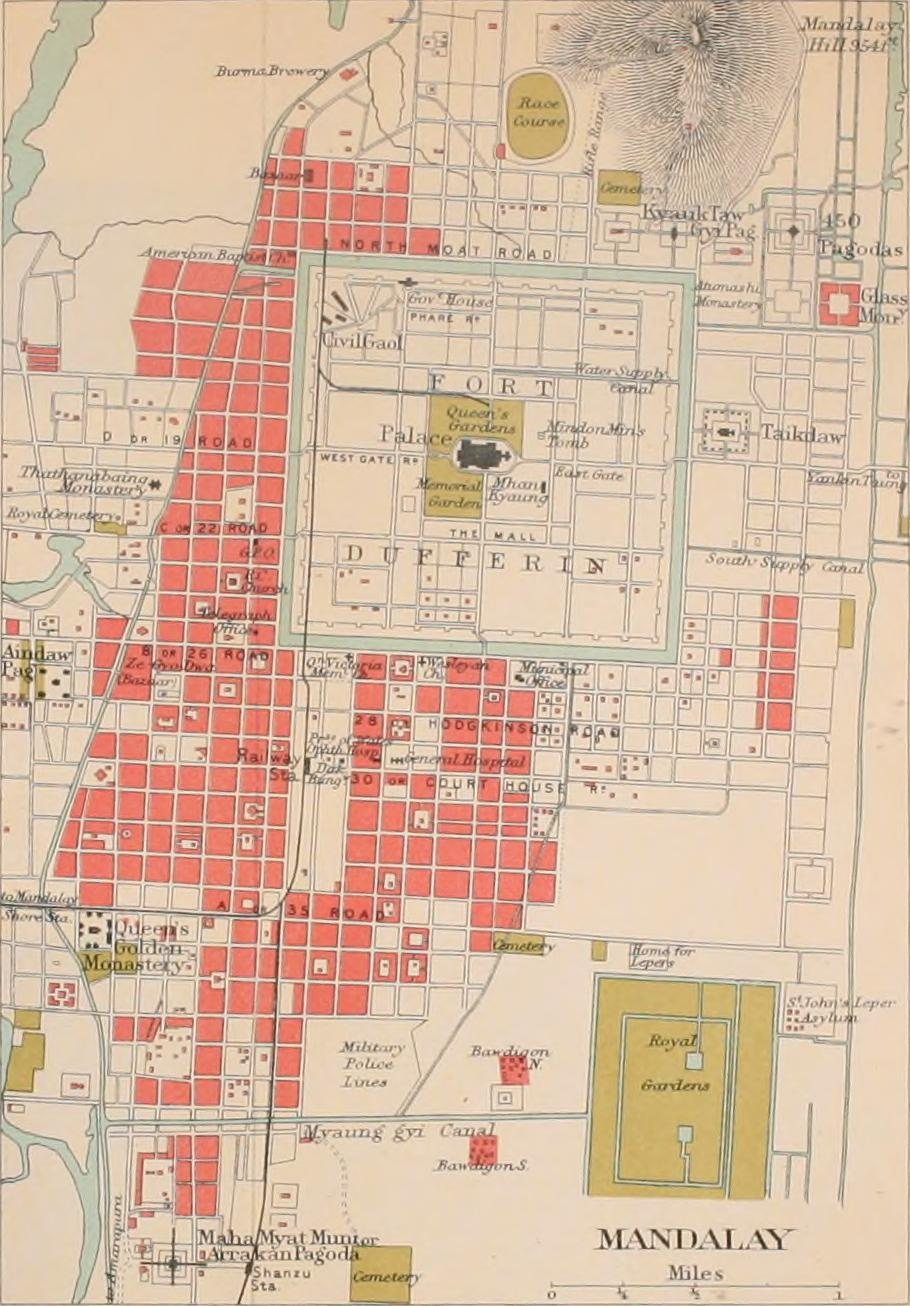
1911年曼德勒地图
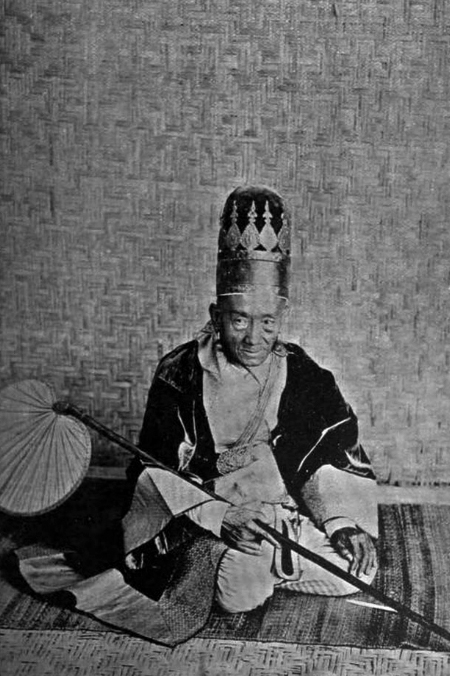
曼德勒市长（Myowun），摄于约1900年
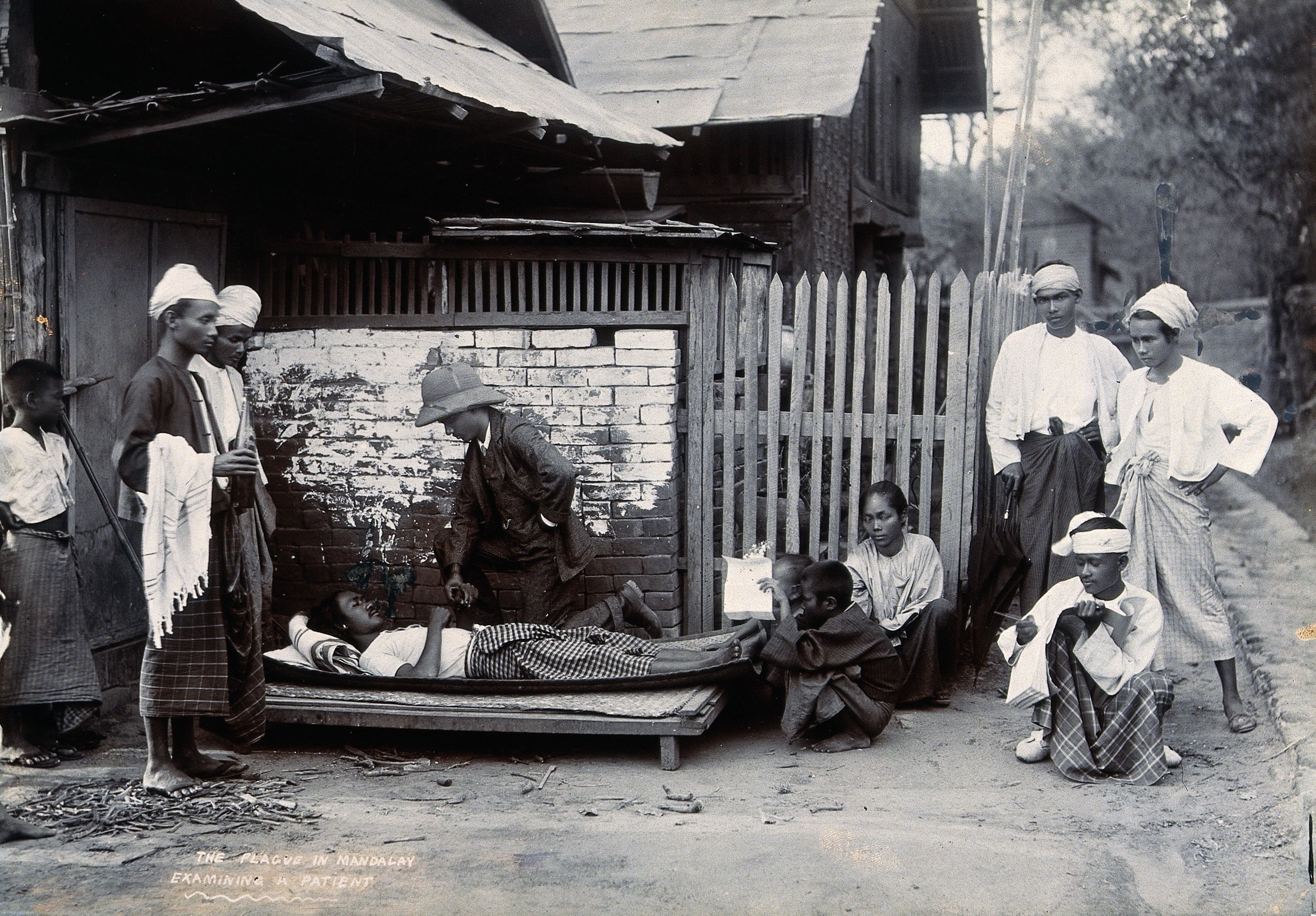
曼德勒于1904年至1905年爆发瘟疫，导致三分之一的人口丧命
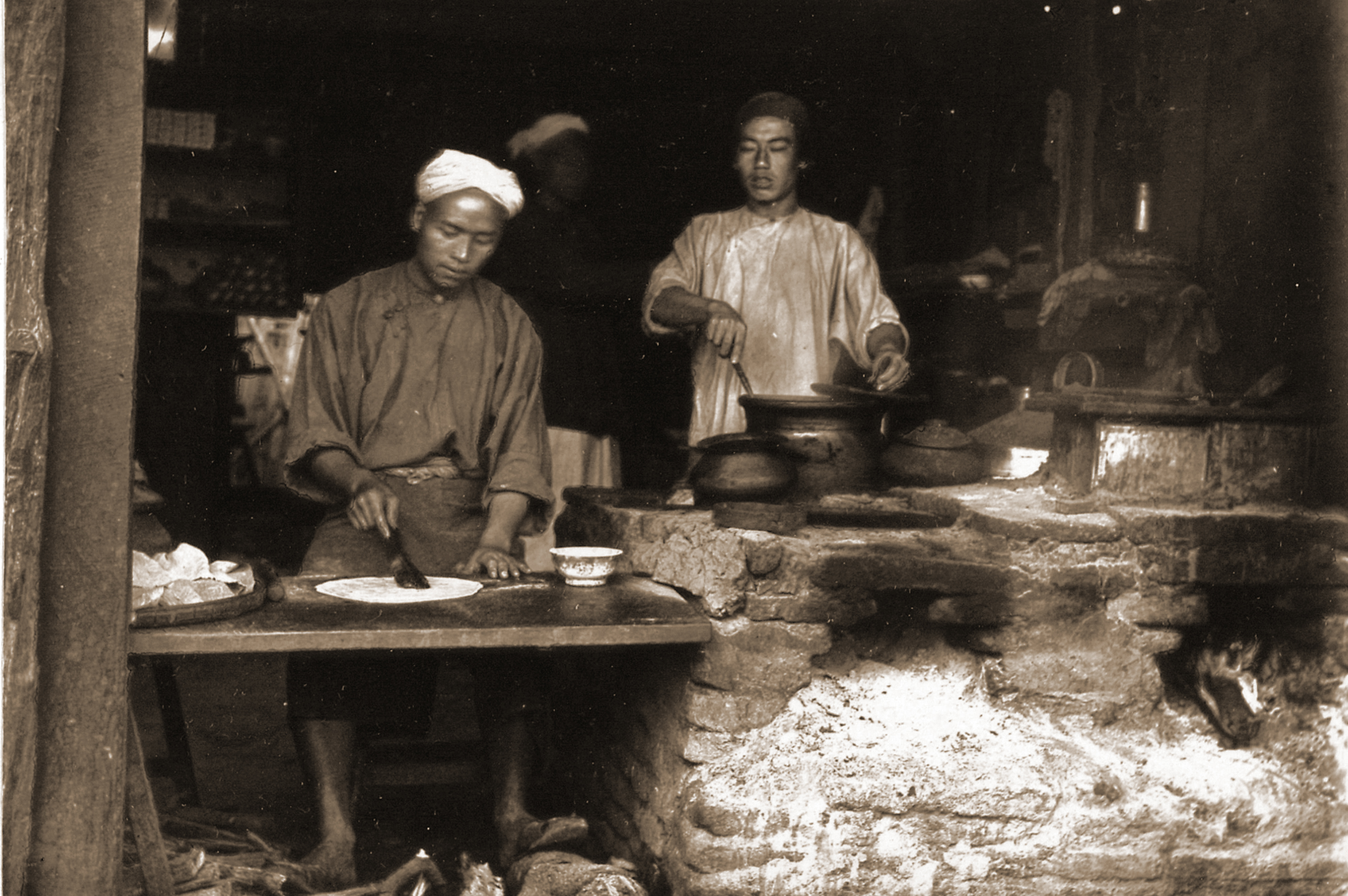
殖民时期曼德勒街头的华人商贩
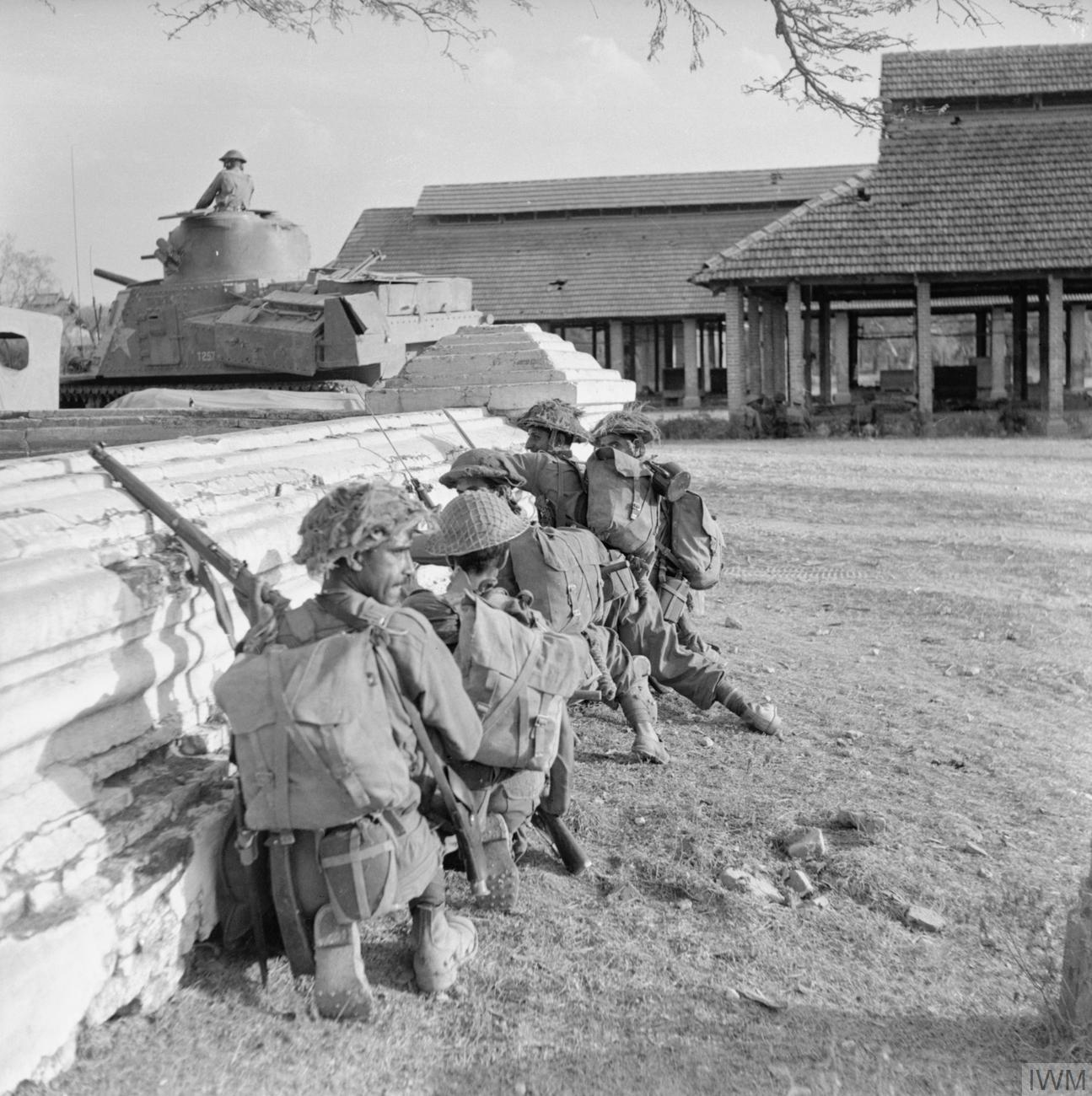
1945年3月，英军士兵在曼德勒同日军作战

### 当代历史
1948年，缅甸独立，曼德勒继续为上缅甸的文化、教育和经济中心。奈温任总统期间，曼德勒的基础设施欠缺维护，城市日渐破败。到20世纪80年代，作为缅甸第二大城市的曼德勒仍是低矮破旧的小镇景象。整个80年代，曼德勒发生了两次大火灾，财产损失达9600万美元。1981年5月，城内失火，六千多座房屋被毁，致使九万人无家可归。1984年3月24日的火灾则烧毁了2,700座房屋，有23,000人无家可归。2008年2月和2009年2月又有两次火灾发生。
从20世纪80年代起，渐次有大量华人移民至此，在此置地经商，其中以云南人为主。20世纪90年代，约有25万至30万云南人移民至曼德勒。2002年，有估计指华人人口已占当地人口的三至四成。
2006年，缅甸迁都内比都，但曼德勒仍然是上缅甸的中心城市，并在近年来迎来大量投资和新开发项目。2018年10月，曼德勒被CIO Asia评为东南亚十大智慧城市中的第五位。
2025年3月28日，临近曼德勒的实皆省发生里氏7.7级大地震，曼德勒市区遭到重创，缅甸全国5300余人死亡，其中的3300人是在曼德勒及周边镇区丧生，仅曼德勒县一县就有1,736人死亡。缅甸反对派民族团结政府估计曼德勒一带有17,637座房屋受损倒塌。曼德勒皇宫、马哈穆尼寺等名胜亦都遭受严重损坏。

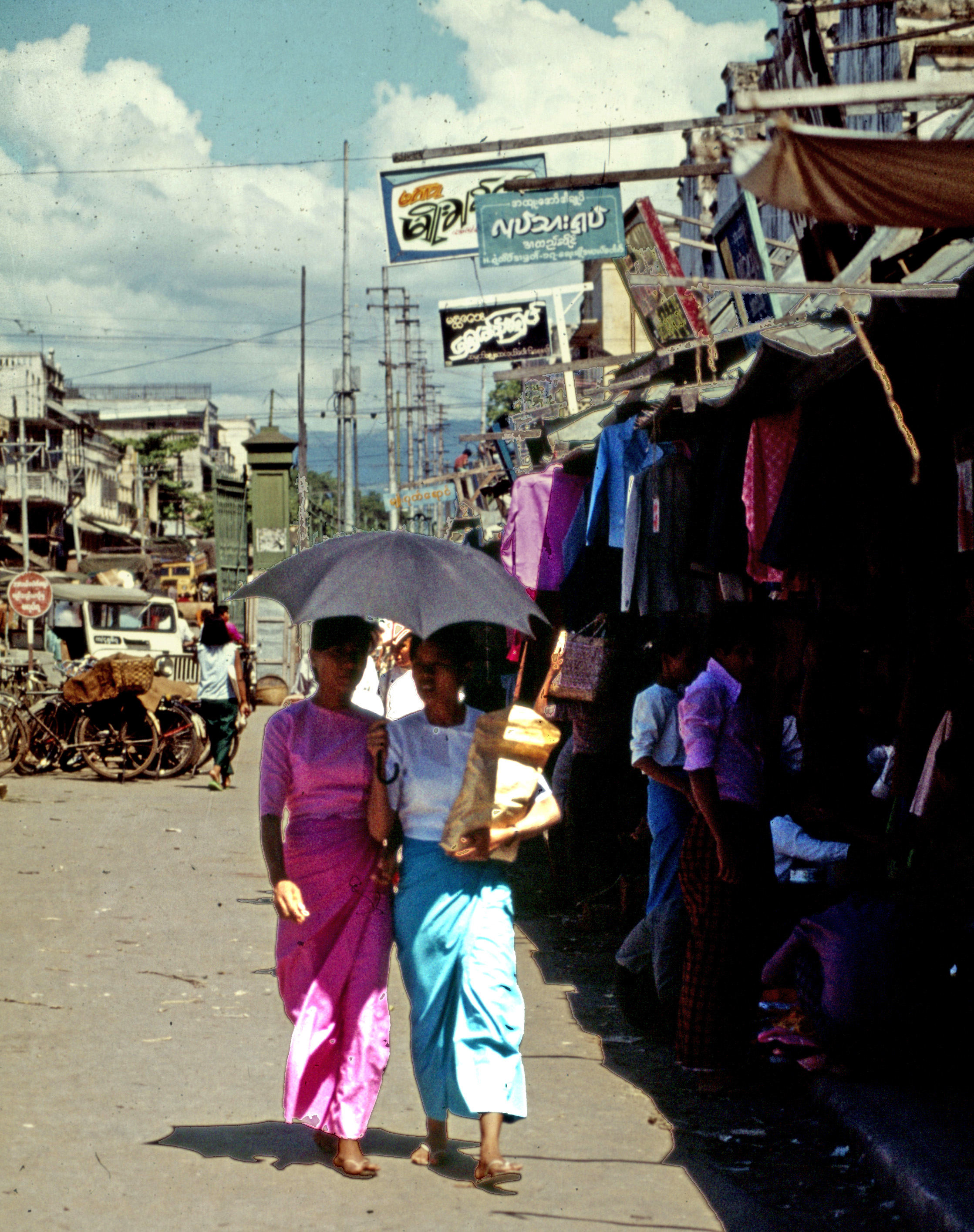
曼德勒街头，摄于1976年
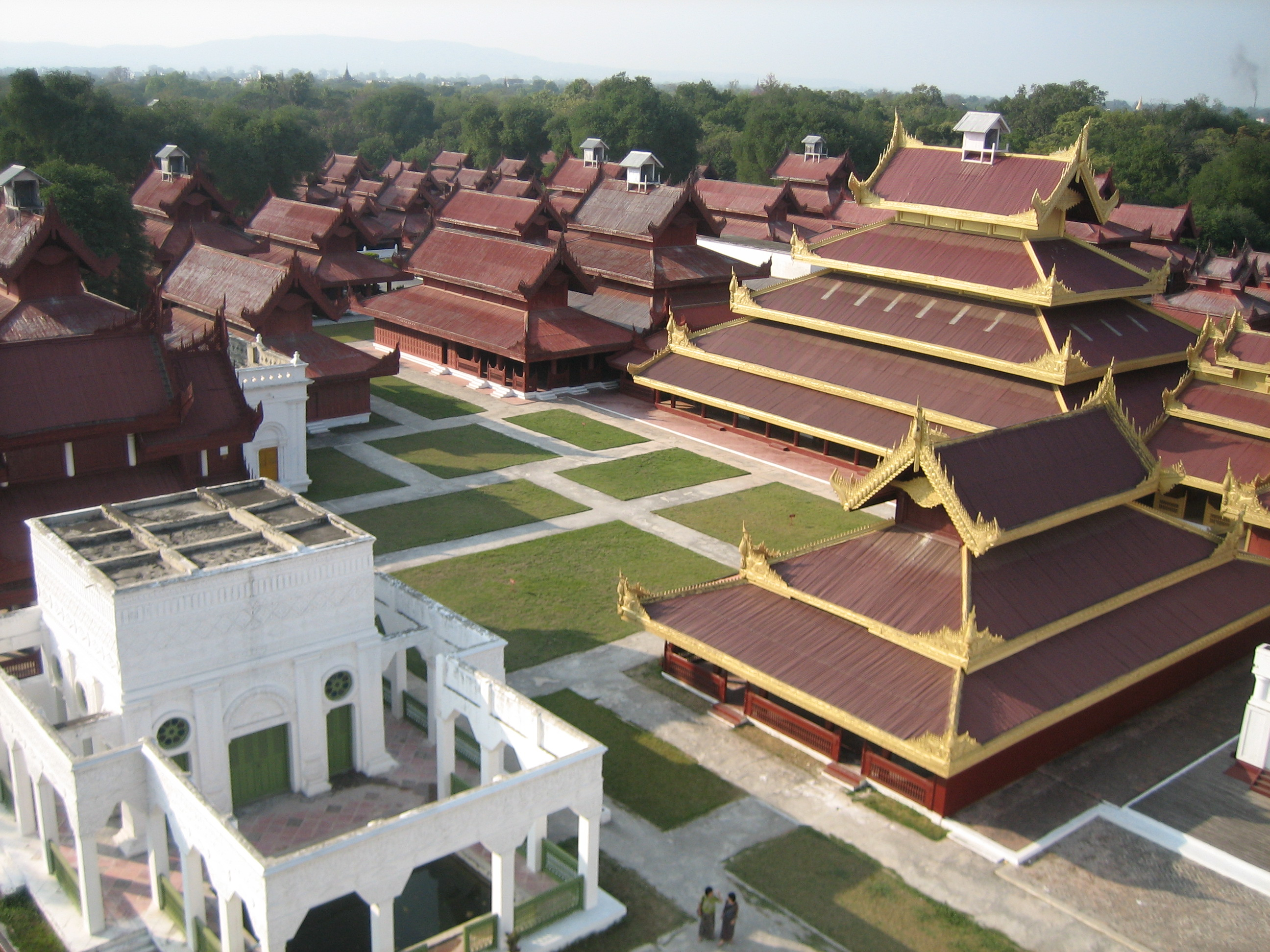
当局在20世纪90年代重建了曼德勒王宫
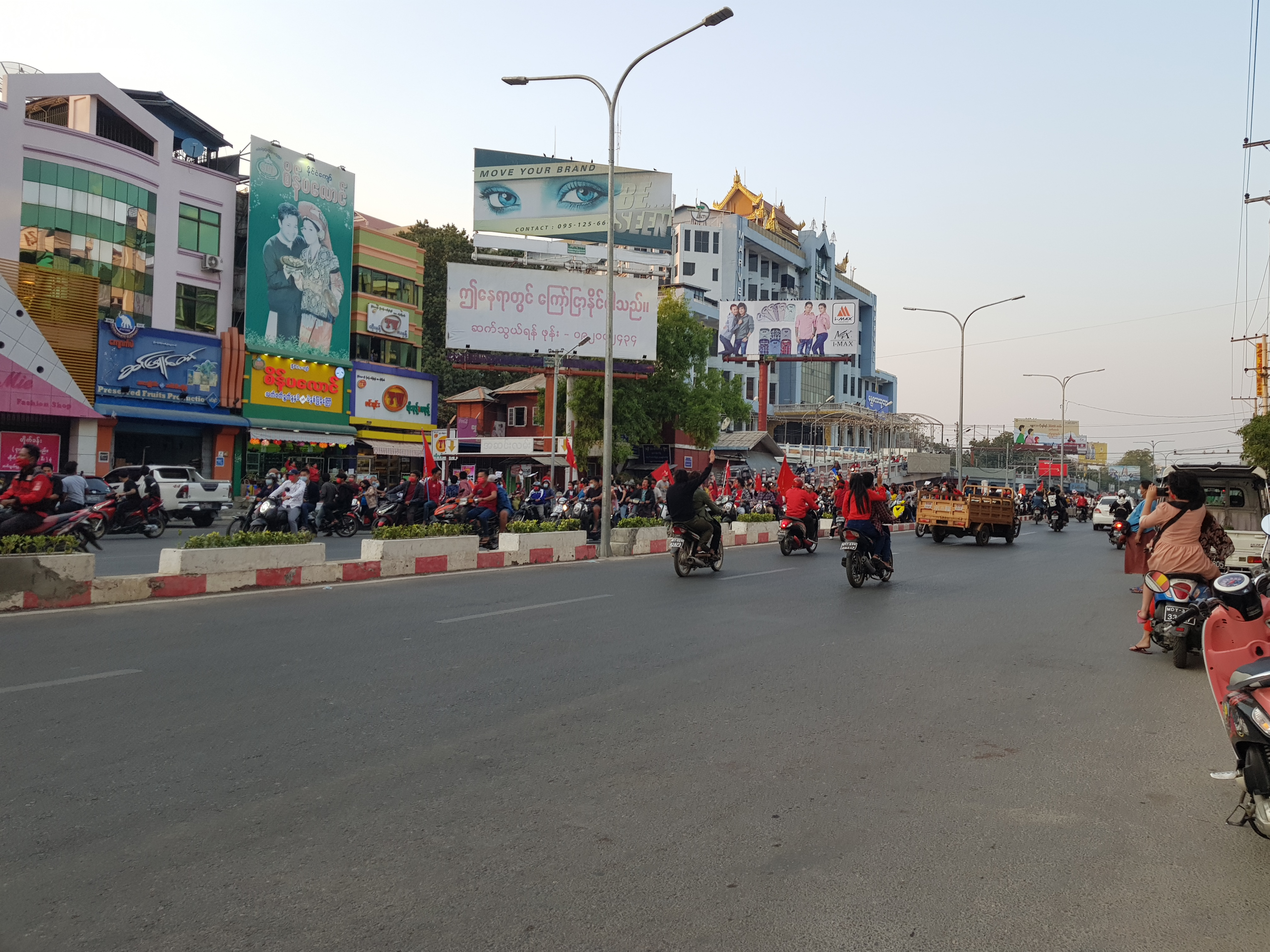
2021年缅甸反军事政变示威期间的摩托车示威
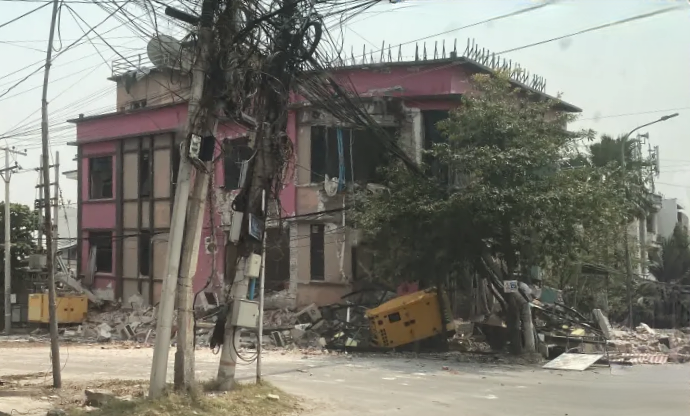
2025年缅甸地震重创曼德勒市区

## 地理

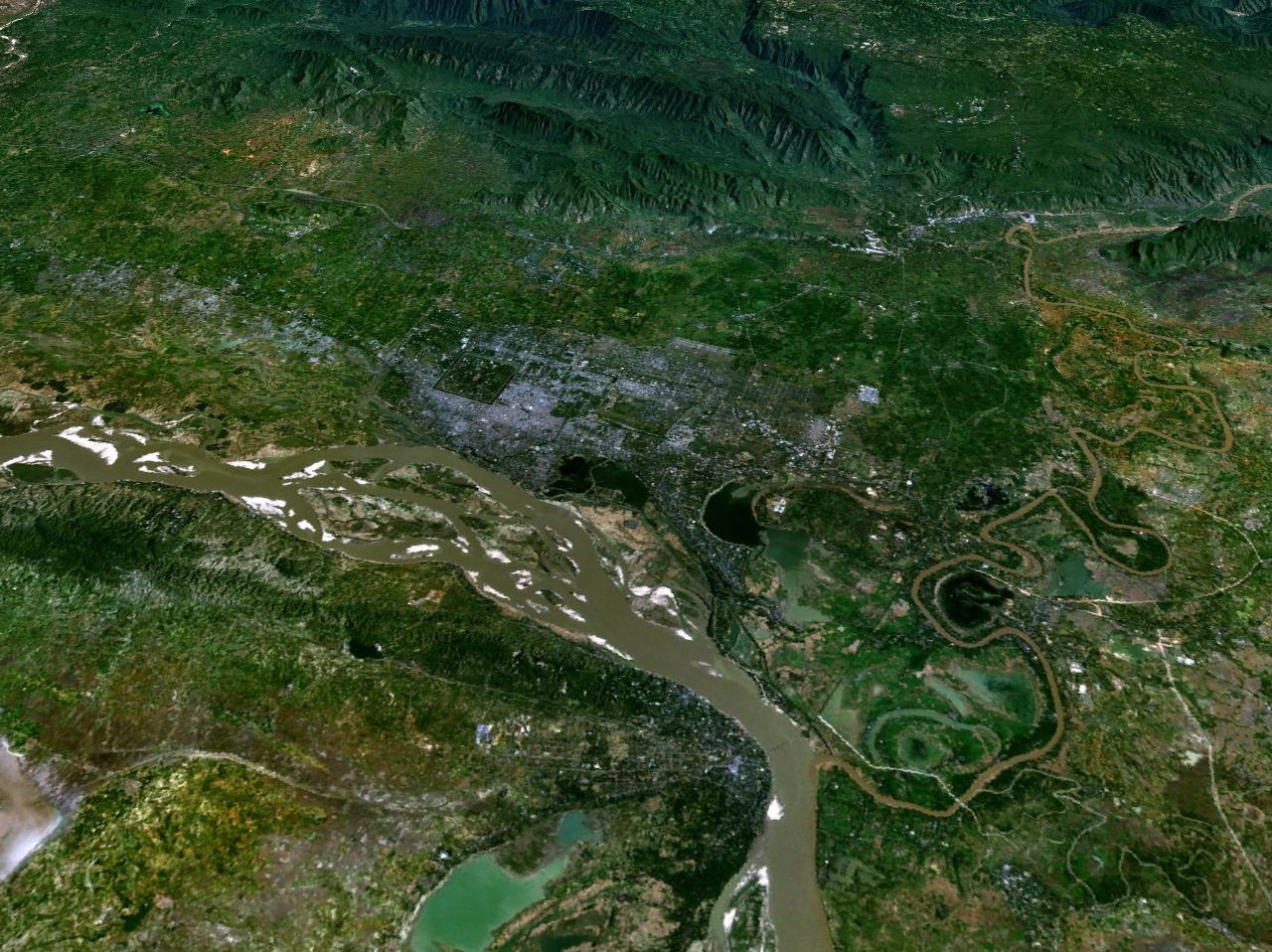
空拍市區

曼德勒位于缅甸中部干旱区的腹地，海拔80米，城区位于伊洛瓦底江东岸。受若开山脉阻隔，曼德勒为半干旱气候区（BSh），冷热交替明显。一月的均温在21°C，四月的均温则达到31°C。曼德勒每年的四月和五月非常炎热，气温经常高于35°C，甚至突破40°C，曾有48℃的最高气温纪录，被称为缅甸的“火炉”:127。曼德勒的雨季和旱季几乎是等长的，雨季从5月持续到10月，而旱季则覆盖剩余的6个月。旱季的昼夜温差比雨季大得多。
曼德勒坐落在印度板块和巽他板块交界处的实皆断层，因而地震多发。史上最大的地震为1839年地震，达到8.2级。最近的一次地震发生于2025年3月28日，震级为7.7级。
| 曼德勒 (1991–2020)                                                                                                  | 曼德勒 (1991–2020) | 曼德勒 (1991–2020) | 曼德勒 (1991–2020) | 曼德勒 (1991–2020) | 曼德勒 (1991–2020) | 曼德勒 (1991–2020) | 曼德勒 (1991–2020) | 曼德勒 (1991–2020) | 曼德勒 (1991–2020) | 曼德勒 (1991–2020) | 曼德勒 (1991–2020) | 曼德勒 (1991–2020) | 曼德勒 (1991–2020) |
| 月份 | 1月                | 2月                | 3月                | 4月                | 5月                | 6月                | 7月                | 8月                | 9月                | 10月               | 11月               | 12月               | 全年               |
| --- | ------------------ | ------------------ | ------------------ | ------------------ | ------------------ | ------------------ | ------------------ | ------------------ | ------------------ | ------------------ | ------------------ | ------------------ | ------------------ |
| 历史最高温 °C（°F）                                                                                                 | 37.2 (99.0)        | 39.2 (102.6)       | 42.8 (109.0)       | 48.0 (118.4)       | 45.0 (113.0)       | 42.0 (107.6)       | 41.6 (106.9)       | 39.8 (103.6)       | 43.4 (110.1)       | 39.2 (102.6)       | 38.5 (101.3)       | 34.5 (94.1)        | 48.0 (118.4)       |
| 平均高温 °C（°F）                                                                                                   | 29.8 (85.6)        | 33.2 (91.8)        | 37.0 (98.6)        | 39.1 (102.4)       | 37.1 (98.8)        | 35.6 (96.1)        | 35.4 (95.7)        | 34.3 (93.7)        | 34.2 (93.6)        | 33.4 (92.1)        | 31.7 (89.1)        | 29.3 (84.7)        | 34.2 (93.6)        |
| 日均气温 °C（°F）                                                                                                   | 22.0 (71.6)        | 24.8 (76.6)        | 29.0 (84.2)        | 32.0 (89.6)        | 31.6 (88.9)        | 30.9 (87.6)        | 30.8 (87.4)        | 30.1 (86.2)        | 29.9 (85.8)        | 28.8 (83.8)        | 26.0 (78.8)        | 22.6 (72.7)        | 28.2 (82.8)        |
| 平均低温 °C（°F）                                                                                                   | 14.2 (57.6)        | 16.3 (61.3)        | 20.9 (69.6)        | 25.0 (77.0)        | 26.0 (78.8)        | 26.3 (79.3)        | 26.3 (79.3)        | 25.9 (78.6)        | 25.6 (78.1)        | 24.2 (75.6)        | 20.3 (68.5)        | 15.8 (60.4)        | 22.2 (72.0)        |
| 历史最低温 °C（°F）                                                                                                 | 8.0 (46.4)         | 10.0 (50.0)        | 12.8 (55.0)        | 15.0 (59.0)        | 17.4 (63.3)        | 20.0 (68.0)        | 20.0 (68.0)        | 19.5 (67.1)        | 20.5 (68.9)        | 18.5 (65.3)        | 11.1 (52.0)        | 7.6 (45.7)         | 7.6 (45.7)         |
| 平均降水量 mm（）                                                                                                   | 5.3 (0.21)         | 3.1 (0.12)         | 7.2 (0.28)         | 42.1 (1.66)        | 151.8 (5.98)       | 90.8 (3.57)        | 73.2 (2.88)        | 159.5 (6.28)       | 176.7 (6.96)       | 142.8 (5.62)       | 36.3 (1.43)        | 5.5 (0.22)         | 894.3 (35.21)      |
| 平均降水天数（≥ 1.0 mm）                                                                                            | 0.6                | 0.5                | 1.0                | 4.2                | 9.9                | 7.8                | 6.9                | 10.3               | 11.6               | 8.8                | 3.0                | 0.6                | 65.1               |
| 平均相對濕度（％）                                                                                                  | 68                 | 58                 | 49                 | 50                 | 66                 | 73                 | 71                 | 76                 | 76                 | 77                 | 74                 | 72                 | 68                 |
| 月均日照時數 | 309                | 280                | 301                | 291                | 267                | 208                | 182                | 168                | 215                | 223                | 269                | 278                | 2,991              |
| 来源1：World Meteorological Organization                                                                            |                    |                    |                    |                    |                    |                    |                    |                    |                    |                    |                    |                    |                    |
| 来源2：Danish Meteorological Institute (sun and relative humidity, 1931–1960),Meteo Climat (record highs and lows), |                    |                    |                    |                    |                    |                    |                    |                    |                    |                    |                    |                    |                    |

## 人口
根据联合国2007年的估计，曼德勒有近100万人口，预计到2025年，将达到150万人口。
曼德勒虽然居于缅族传统的文化和人口中心地带，但自20世纪下半叶以来，中国大陆移民增多，到2010年，曼德勒的汉族人口占比已经达到五成，又以云南民系为主，占三成。著名作家卢督杜阿玛形容曼德勒是“云南的隐秘殖民地”。此外，曼德勒亦有一支印裔緬甸人社群，主要是泰米尔人。

## 政治

曼德勒市政厅

曼德勒是曼德勒省的首府。曼德勒市区的市政机关是曼德勒市发展委员会，辖区涵盖马哈昂梅县、昂梅达赞县、阿玛拉普拉县，下辖有馬哈昂梅鎮區、昂梅達贊鎮區、昌艾達贊鎮區、昌妙達齊鎮區、比基達貢鎮區、阿玛拉普拉镇区、巴登枝镇区。

## 经济
曼德勒是缅甸中部和北部的商贸中心，是缅甸同中国和印度贸易的中转站。曼德勒是缅甸传统手工业重地，主要产业包括丝织、挂毯、玉器切割与抛光、石雕、木雕、大理石和青铜佛像铸造、寺庙装饰品和佛具、金银加工、火柴制造、酿酒和蒸馏等。
自20世纪90年代美国和欧盟对缅甸实施制裁以来，中国大陆移民在曼德勒经济中日益占据主导地位。

## 交通
曼德勒位于缅甸中部要地，是上缅甸的交通中心，重要的物资劳力集散地。
由于缅甸政府每年只允许进口数千辆汽车，因此对于大多数缅甸公民来说，汽车的成本非常昂贵。大多数人购买自行车、摩托车或是乘搭公共汽车出行。21世纪初，曼德勒最流行的车型是1982年至1983年的日產Sunny皮卡。亦有曼德勒市民购置非法走私车辆绕过进口限制。
2008年3月，曼德勒市有81,000辆摩托车登记在册，无牌车辆亦数目众多。市内的摩托车亦造成了一定程度的交通混乱问题。2018年，市政府在市内安装了一套带有互联网连接的交通灯系统。

### 航空

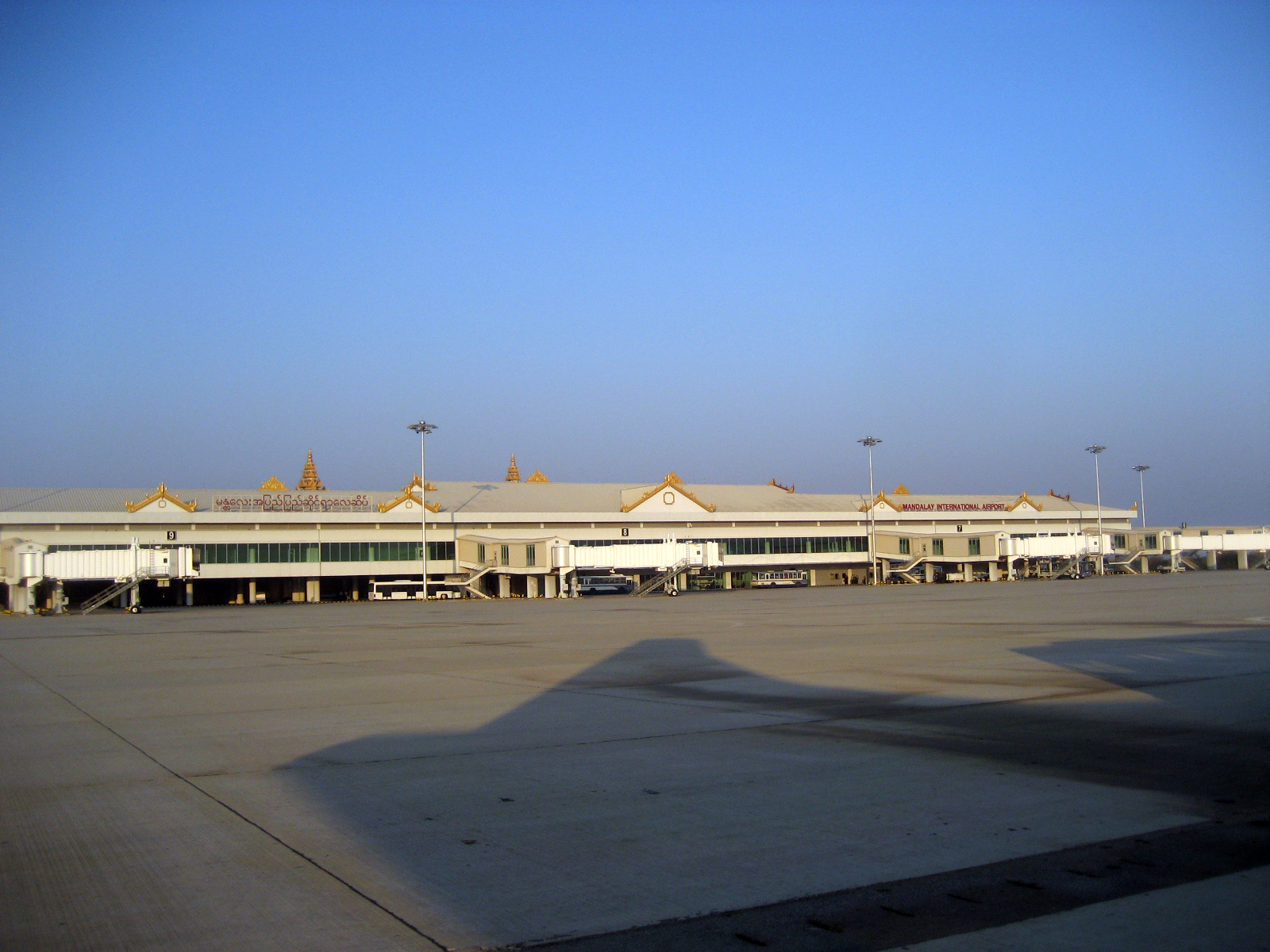
曼德勒国际机场

曼德勒國際機場（MDL）是缅甸较大及较现代化的机场，缅甸三座国际机场之一，位于曼德勒以南35公里的德达乌，建于2000年，耗资1.5亿美元。如今的客运规模仍待扩大。主要供国内航线使用，另有飞往中国昆明市、芒市等地和泰国曼谷、清迈的国际航线。曼德勒昌妙达齐机场（VBC）是2000年之前曼德勒的主要机场。

### 公路
曼德勒位于缅甸公路网的中心，途径公路包括：
- 下缅甸：仰光-曼德勒高速公路（英语：Yangon-Mandalay Expressway），国道1号[57]
- 上缅甸与中国：曼德勒–太公（英语：Tagaung）–八莫–密支那公路，曼德勒–抹谷–辛古（英语：Singu）–八莫公路，曼德勒–腊戌–木姐公路（AH14）[57]
- 缅甸西部与印度：曼德勒–实皆–蒙育瓦–葛礼瓦（英语：Kalewa）–德穆（英语：Tamu, Burma）公路[57]

公路路况较差，以单行道为主。

### 铁路

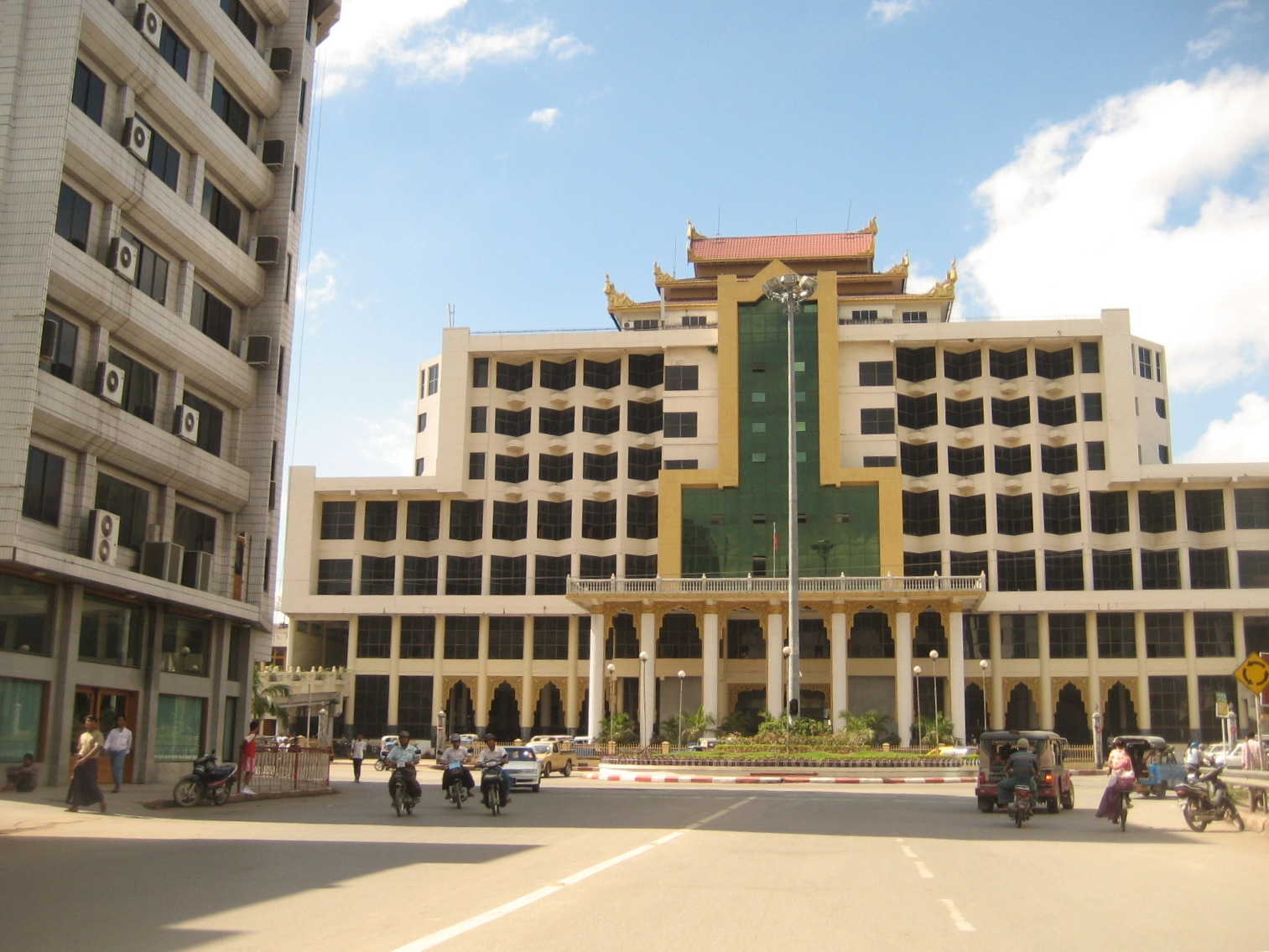
曼德勒中央车站

曼德勒中央車站是缅甸铁路米轨干线仰光—曼德勒鐵路的终点，同时也是往彬乌伦、臘戍（曼德勒—臘戍鐵路）、蒙育瓦、木各具、吉灵庙、甘高支线，以及往北方的瑞保、高林、甘勃卢、莫寧、和平、莫冈、密支那（曼德勒—密支那铁路）始发站。中国昆明市至皎漂港的标准轨铁路在曼德勒设有车站。
曼德勒没有地铁系统，原有的曼德勒有轨电车已经停运。

### 水运
曼德勒城区位于伊洛瓦底江东岸。伊洛瓦底江水运是货运的主要途径，运输货品有农产品（包括大米、豆类）、食用油、陶器、竹子和柚木等。

## 文化
曼德勒是缅甸文化重镇，是缅甸佛教中心，并有“文化城”之称。僧院和塔寺众多，有超过1,000座佛塔:127-128。曼德勒山脚下的固都陶佛塔藏有700多块巴利三藏碑石，获联合国教科文组织认定为“世界上最大的书籍”。城内西南的马哈穆尼寺供奉的金佛像据传是在释迦牟尼亲眼见证下铸成，是缅甸佛教徒心目中的圣地。曼德勒是缅甸传统青铜、纺织、木雕、陶器工艺的中心，木雕工艺以精美闻名，亦留存了一些王家柚木僧庠，如金色宫殿僧院和瑞因宾僧院。
原贡榜王朝的宫殿曼德勒皇宫至今留存，虽然大部分建筑在第二次世界大战期间毁坏，但在20世纪80年代逐步重建，同时也是缅军驻地。

## 教育

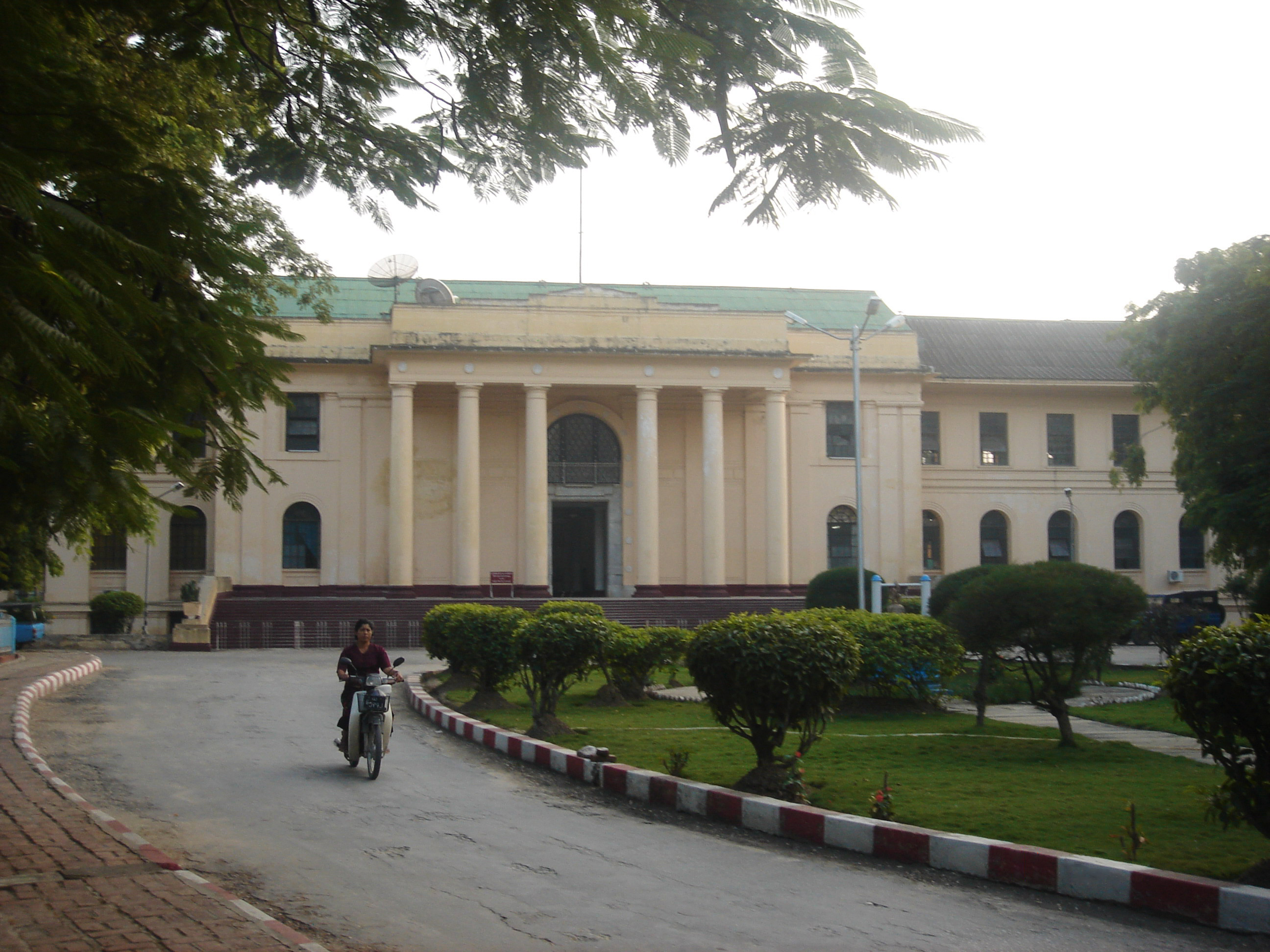
曼德勒大学

曼德勒是上缅甸的教育中心，也是缅甸学校最多的城市:127。在高等教育方面，1958年正式成立的曼德勒大学是当地最大的综合性大学，在缅甸具有举足轻重的地位，其影响力与仰光大学不相上下。
- 曼德勒理工大学（英语：Mandalay Technological University）
- 曼德勒醫學大学（英语：University of Medicine, Mandalay）
- 曼德勒技術大学（英语：Technological University, Mandalay）
- 曼德勒文化大学（英语：University of Culture, Mandalay）
- 曼德勒牙醫大学（英语：University of Dental Medicine, Mandalay）
- 曼德勒醫藥大学（英语：University of Pharmacy, Mandalay）
- 曼德勒牙醫大学（英语：University of Dental Medicine, Mandalay）
- 曼德勒計算機研究大学（英语：University of Computer Studies, Mandalay）
- 曼德勒傳統醫學大学（英语：University of Traditional Medicine, Mandalay）
- 曼德勒醫科大学（英语：University of Medical Technology, Mandalay）
- 曼德勒外國語大学（英语：University of Foreign Languages, Mandalay）
- 曼德勒遠程教育大学（英语：University of Distance Education, Mandalay）

## 图册

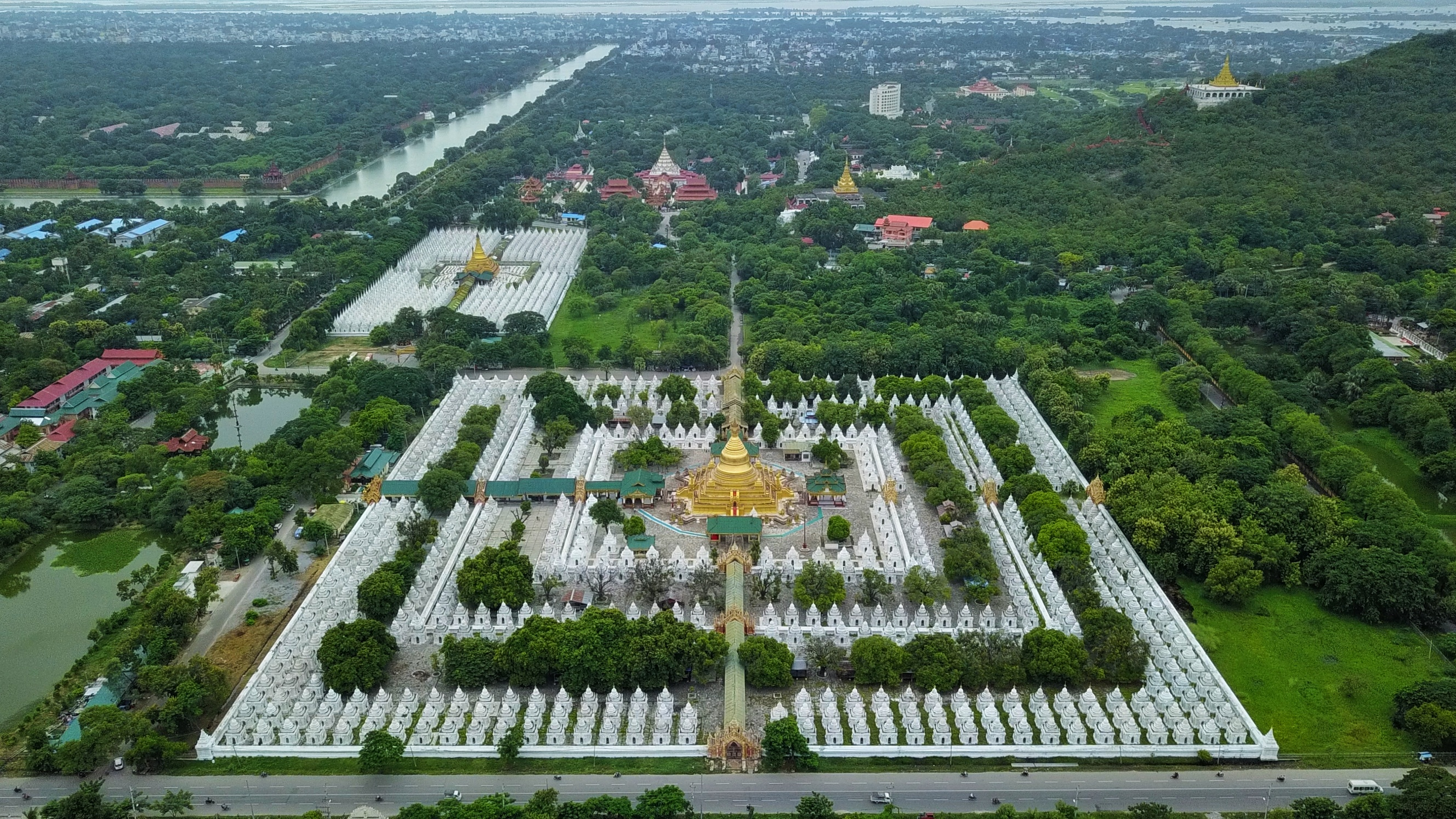
曼德勒山脚下三塔：固都陶佛塔、山达穆尼佛塔、皎多枝佛塔
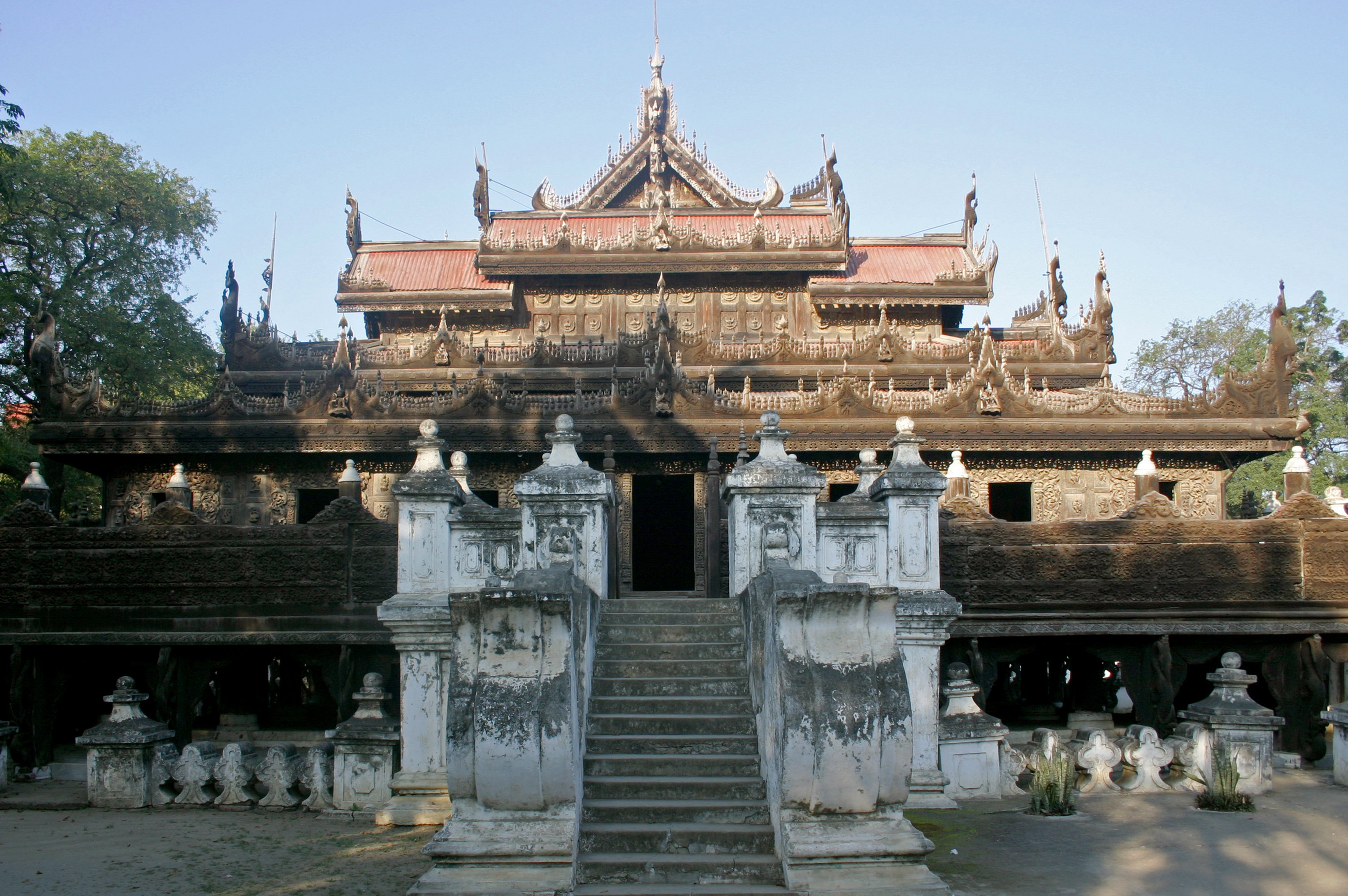
金色宫殿僧院
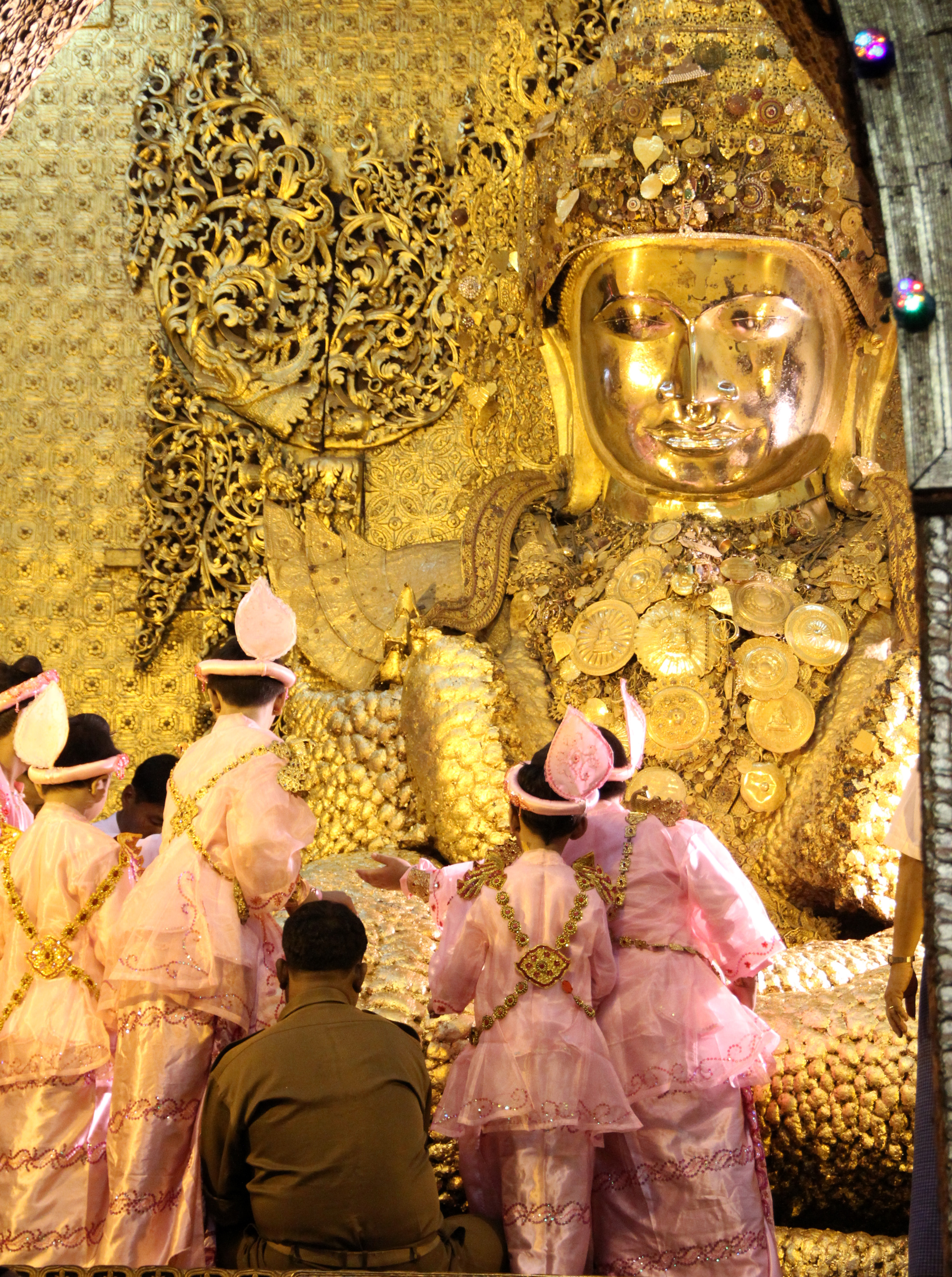
马哈穆尼佛像
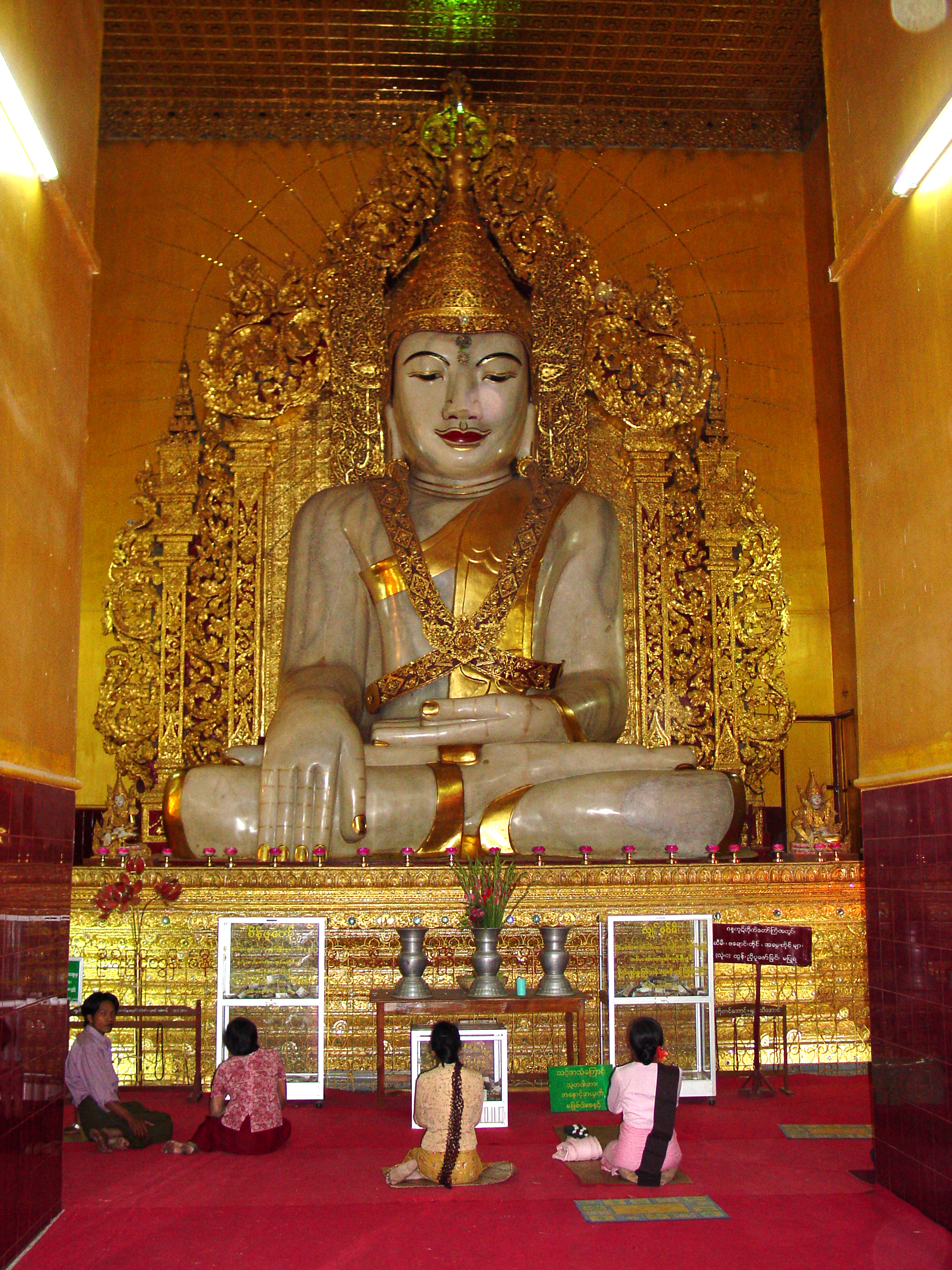
皎多枝佛塔大理石佛像
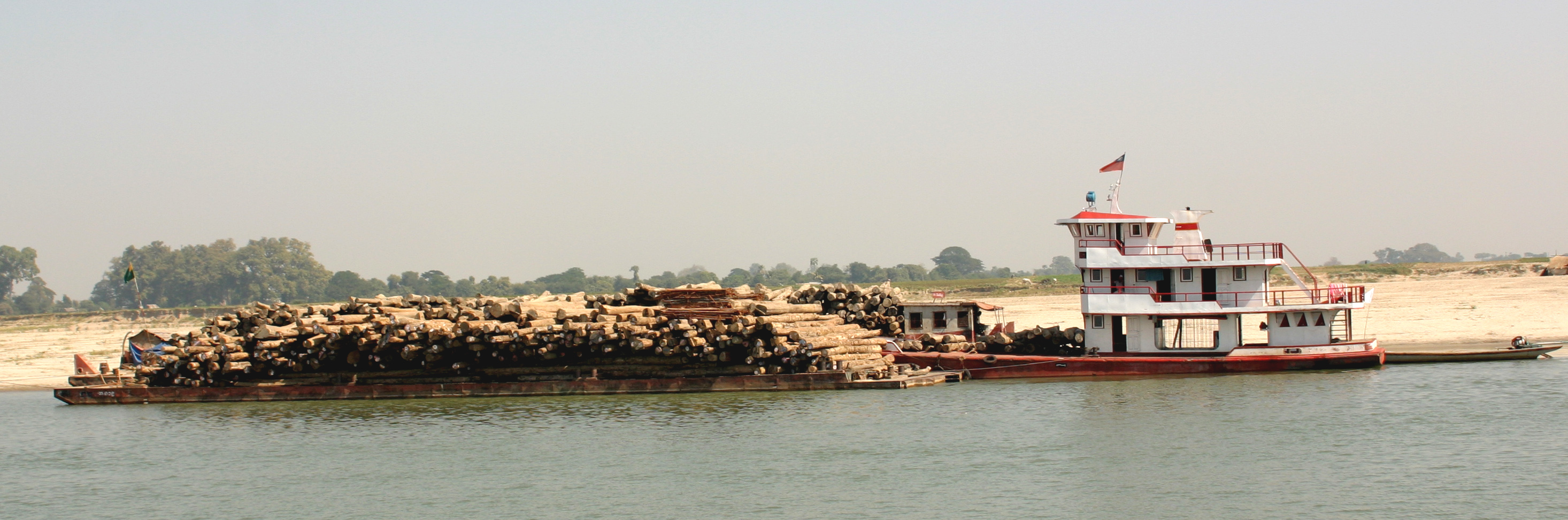
伊洛瓦底江
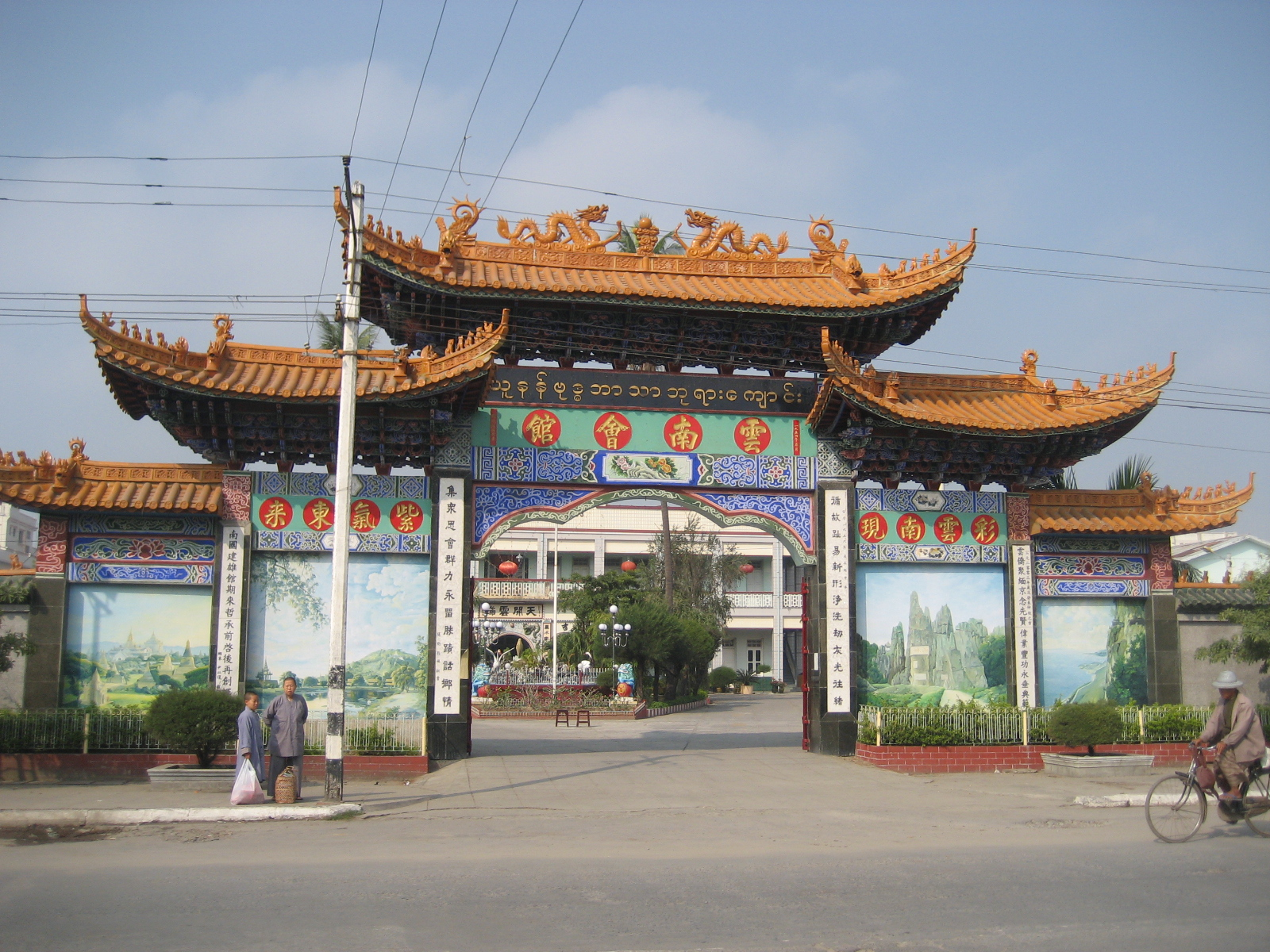
雲南會館
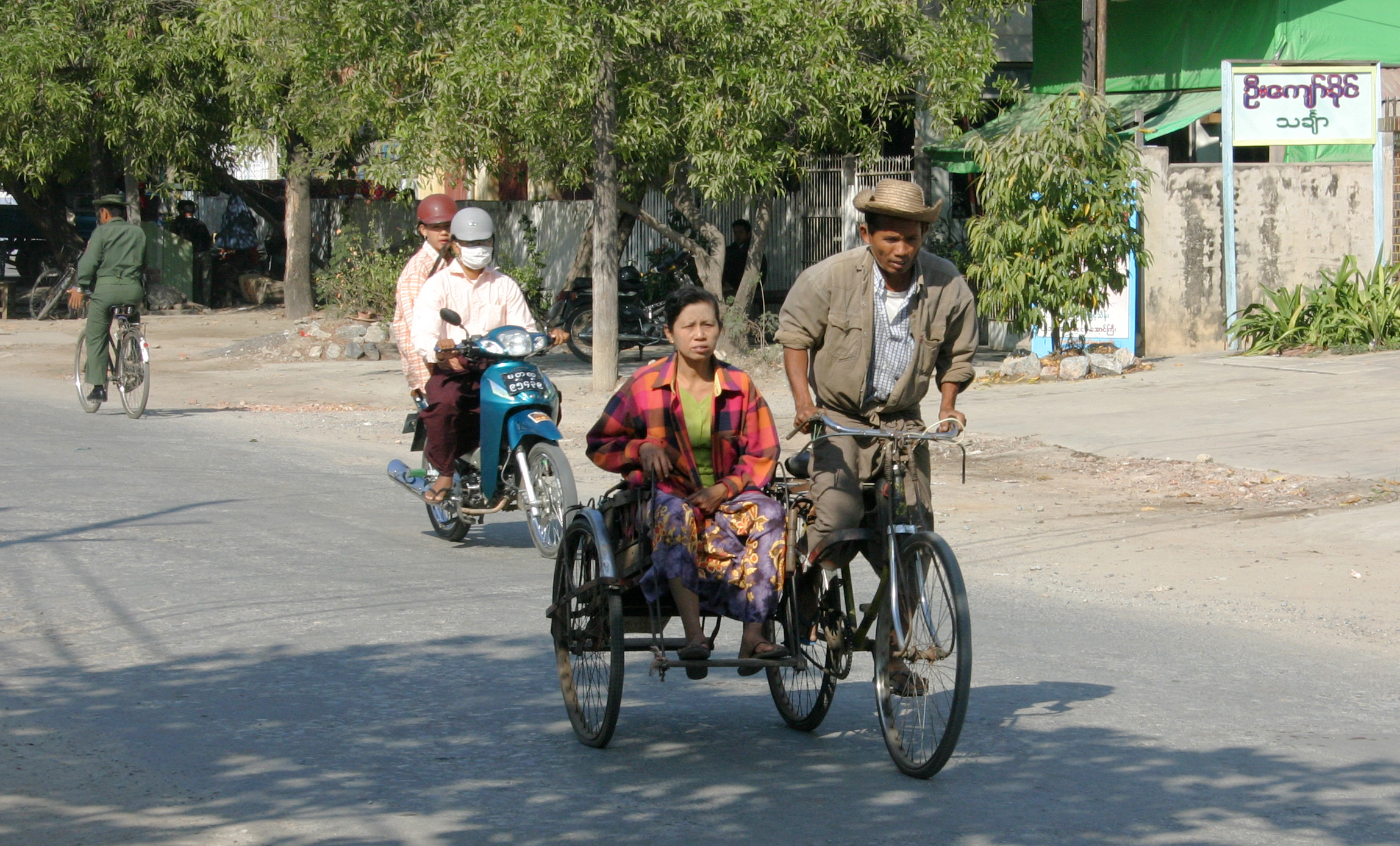
街头的三轮车

## 姊妹城市
曼德勒与如下城市有姊妹城市（友好城市）关系：
- 井里汶
- 昆明市
- 金边
- 蔚山广域市